# كوياليك
بلدية كوياليك (بالجرينلاندية: Kommune Kujalleq؛ وتعني "الجنوب")، إحدى بلديات منطقة الحكم الذاتي جرينلاند التابعة لمملكة الدنمارك، تأسست في 1 يناير 2009، وهي أقل البلديات سكاناً. عاصمتها مدينة كاكورتوك.

## التقسيمات الإدارية
تقسم البلدية لـ 3 مناطق:
- نانورتاليك
- نارساك
- كاكورتوك.

## توأمة
لكوياليك اتفاقيات توأمة مع كل من:
- آرهوس
- Kolding Municipality [الإنجليزية]‏ منذ (2007 - )
- كولدنغ (2007 - )